# Napié
Napié  est une localité du Nord de la Côte d'Ivoire et appartenant au département de Korhogo, Région des Savanes. La localité de Napié est un chef-lieu de commune.